# Bernd Maelicke
Bernd Maelicke (* 26. April 1941) ist ein deutscher Jurist und Sozialwissenschaftler und ist seit 2005 Gründungsdirektor des Deutschen Instituts für Sozialwirtschaft (DISW) und Honorarprofessor an der Leuphana Universität Lüneburg.

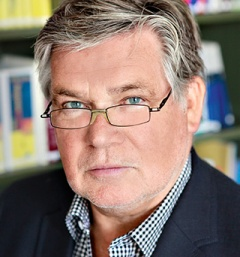

## Biografie
Maelickes Familie wurde 1944/45 in Berlin dreimal ausgebombt. Sein Vater Alfred Maelicke arbeitete als Volkswirt beim Reichspropagandaministerium und meldete sich freiwillig an die Ostfront, wo er im März 1945 gefallen ist. Maelicke lebte von 1945 bis 1947 in den Trümmern in Berlin im Stadtteil Prenzlauer Berg und in Buckow (Märkische Schweiz) auf einem Gutshof.
Von 1947 bis 1953 lebte er bei Pflegeeltern in Göttingen, mit 12 Jahren wurde er jüngstes Mitglied einer Jugendbande. Bevor die bereits vom Jugendamt angedrohte Einweisung in ein Fürsorgeheim im Harz realisiert wurde, erfolgte die Zusammenführung mit Mutter, Bruder und Stiefvater und ein Umzug in eine kleine katholische Gemeinde am Bodensee.
1955 erfolgte der Schulwechsel in das Hans-Thoma-Gymnasium Lörrach, er war Chefredakteur der Schülerzeitung, machte 1962 Abitur und erhielt den  Scheffelpreis für den besten Deutsch-Aufsatz.
Von 1964 bis 1969 folgte das Studium Jura, Kriminologie und VWL an der Universität Freiburg i.Br.; Maelicke war Sozialreferent im AStA.
1969 absolvierte er sein Erstes Staatsexamen. Er war Mitgründer der Anlaufstelle für Straffällige in Freiburg. Ab 1970 war er neben- und hauptamtlicher Dozent für Kriminologie und Strafvollzugsrecht an der Ev. FHS Freiburg. 1973 nach seinem Zweiten Staatsexamen erfolgte eine Mitarbeit bei der Redaktion des Alternativentwurfs zum Strafvollzugsgesetz. 1976 mit Helga Einsele und Wolfgang Medrisch von der Frankfurter AWO Gründung der „Anlaufstelle für straffällig gewordene Frauen“; von 1974 bis 1978 war er Leiter der bundeszentralen Akademie des Deutschen Vereins für öffentliche und private Fürsorge in Frankfurt a. M. 1977 promovierte er mit dem Thema Entlassung und Resozialisierung. Von 1978 bis 1990 war er Direktor des BMJFFG-geförderten Instituts für Sozialarbeit und Sozialpädagogik (ISS). Er war 1986 ein Initiator des   ASJ-Entwurfs eines Bundes-Resozialisierungsgesetzes. Zusammen mit Helmut Ortner war er Initiator der Fachzeitschrift Neue Kriminalpolitik.
Von 1990 bis 2005 wirkte er als Ministerialdirigent im Justizministerium Schleswig-Holstein. Aufgaben waren: Entwicklung und  Umsetzung der Landesplanung zur  Optimierung der ambulanten und stationären Resozialisierung, Mitglied  des Strafvollzugsausschusses der Länder, 2001  Initiator und Gründungsmitglied des Ziethener Kreises zusammen mit Christoph Flügge und Harald Preusker (1943–2020).
Seit 1990 ist er zudem Dozent an diversen Akademien und Hochschulen in Deutschland, Österreich und der Schweiz tätig. Er schrieb über 200 Fachaufsätze und über 50 Fachbücher. 2005 ist er Gründungsdirektor des Deutschen Instituts für Sozialwirtschaft, Lüneburg / Kiel, zusammen mit  Andreas Tietze. Von 2007 bis 2013 war er Schriftleiter der Zeitschrift FORUM STRAFVOLLZUG. Er war Initiator mehrerer Initiativen zu  Landes-Resozialisierungsgesetzen. 2018 gründete  er das Reso-Infoportals und den Reso-Daily(zusammen mit Christopher Wein) sowie die neue Springer Edition Forschung und Entwicklung in der Strafrechtspflege, Hg.  (zusammen mit Stefan Suhling, Wolfgang Wirth und Theresia Höynck).

## Ehrungen
- 2012: Verdienstkreuz am Bande der Bundesrepublik Deutschland.[1]

## Schriften (Auswahl)
- Entlassung und Resozialisierung. Untersuchung zur Sozialarbeit mit Straffälligen. Müller, Juristischer Verlag, Heidelberg, Karlsruhe 1977, ISBN 3-8114-4677-0 (zugleich Dissertationsschrift).
- Mit Renate Simmedinger: Sozialarbeit und Strafjustiz. Untersuchungen und Konzeptionen zur Reform der Straffälligenhilfe. Juventa-Verlag, Weinheim 1987, ISBN 3-7799-0472-1.
- Ambulante Alternativen zum Jugendarrest und Jugendstrafvollzug. Deutscher Studien-Verlag, Weinheim 1988, ISBN 3-89271-097-X.
- Führung und Zusammenarbeit. Nomos, Baden-Baden 2004, ISBN 3-8329-0343-7.
- Herausgeber: Lexikon der Sozialwirtschaft. Nomos, Baden-Baden 2008, ISBN 978-3-8329-2511-6.
- Das Knast-Dilemma. Wegsperren oder resozialisieren? Eine Streitschrift. Nomen Verlag, 3. Aufl., Frankfurt am Main 2023, ISBN 978-3-939816-92-8.
- Komplexleistung Resozialisierung. Nomos, Baden-Baden 2016, ISBN 978-3-8487-2845-9.
- Das Gefängnis auf dem Prüfstand. Springer, München 2018, ISBN 978-3-658-20146-3.
- Resozialisierung und Systemischer Wandel. Nomos, Baden-Baden 2020, ISBN 978-3-8487-6719-9.
- Innovationen in der Sozialen Strafrechtspflege. Springer, München 2020, ISBN 978-3-658-30328-0.